# Pandan wonny
Pandan wonny, pandanowiec wonny, pochutnik wonny (Pandanus odorifer) – gatunek roślin z rodziny pandanowatych (Pandanaceae) o formie niskiego drzewa. Występuje w Azji południowo-wschodniej, gdzie nazywany jest Ketaka (sanskryt), Kija (bengali), Mudu keyiya (syngaleski) i Mengkuang Laut (malajski). Występuje wzdłuż wybrzeży morskich, dochodząc do plaż.

## Morfologia
Niskie drzewo osiągające 6 m wysokości o kandelabrowym pokroju. Z dolnej części pnia wyrastają szczudłowate korzenie powietrzne. Liście utrzymują się cały rok, są długie (ok. 1 m), zielone, szablaste. Kwiaty męskie i żeńskie wyrastają na różnych roślinach (dwupienność) w kolbowatych kwiatostanach. Owocostany ze zrośniętych pestkowców zawierają jadalne nasiona. Są one oleiste i mają orzechowy smak.

## Zastosowanie
Ze względu na silny aromat wszystkich części rośliny, stosowana jest ona do odświeżania powietrza, a owoce także w przetwórstwie perfumeryjnym i spożywczym.

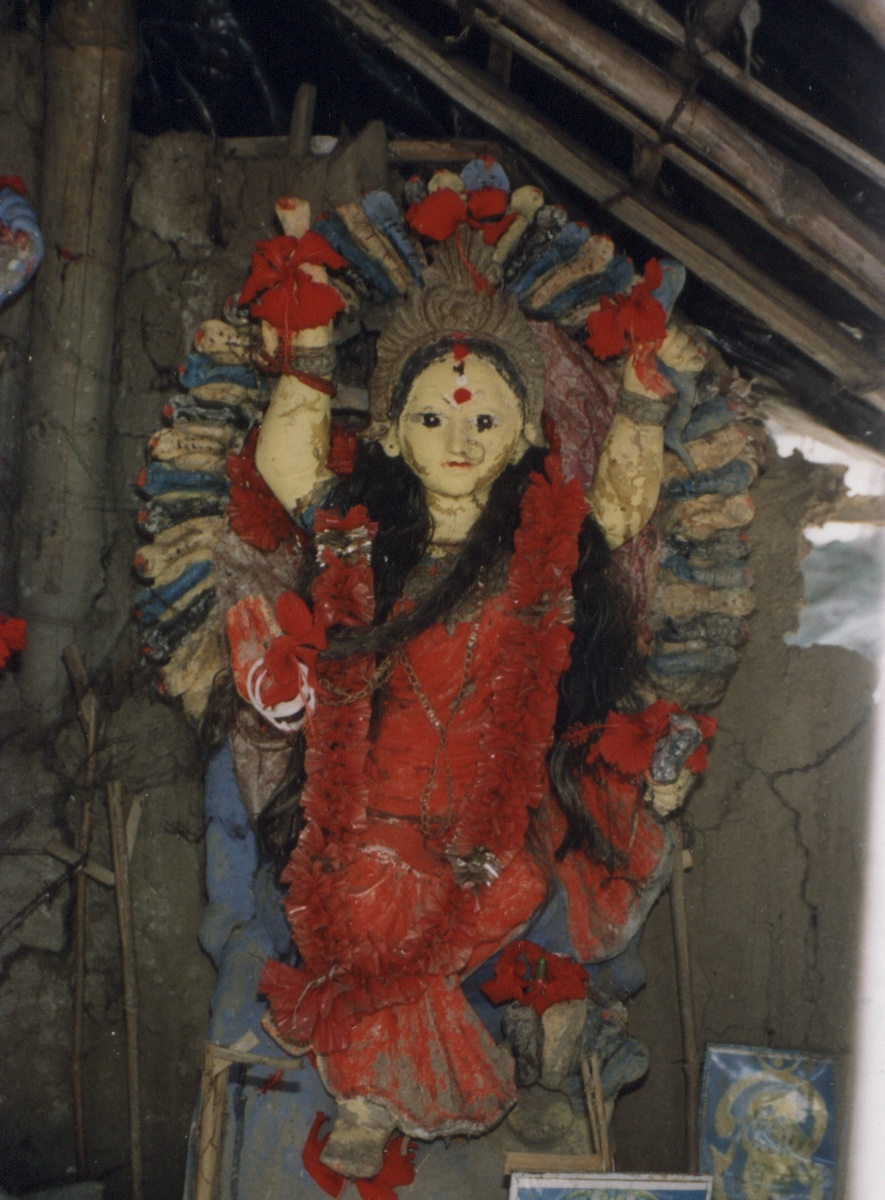
Wizerunek bogini Manasy – Sundarbans, Indie

## Znaczenie w hinduizmie
Ponieważ krzew ten służy często za schronienie wężom w Bengalu Zachodnim, w hinduizmie bengalskim krzew jest czczony jako miejsce narodzin bogini Manasy – patronki węży. Jedno z jej imion (Ketaki) pochodzi nazwy tego krzewu.